# Apache Blood
Apache Blood è un film del 1973, diretto da Vern Piehl. Il film è stato originariamente pubblicato come A Man Called She ed è anche conosciuto con il titolo della ristampa del 1975, Pursuit.

## Trama
Nel 1860 in Arizona, era stato stabilito un trattato di pace tra gli Apache Mescalero e il governo degli Stati Uniti. Nel 1866, tuttavia, una truppa di cavalleria statunitense massacrò una tribù Apache, lasciando solo pochi sopravvissuti, tra cui un guerriero di nome Camicia Gialla. Camicia Gialla cerca vendetta inseguendo l'ufficiale di cavalleria ferito Sam Glass.

## Produzione
Il film è stato girato in Arizona nel 1971 con il titolo provvisorio Sh'e ee Clit Soak ("L'uomo che indossava la camicia gialla" in una lingua Apache , secondo la narrazione di apertura del film). È l'unico credito cinematografico noto per la regia di Thomas Quillen. Sebbene alcune fonti abbiano affermato che questo potrebbe essere stato uno pseudonimo per il produttore del film, Vern Piehl, resoconti di giornali contemporanei indicano che Quillen era un noto regista teatrale associato all'Arizona Repertory Theatre e alla Phoenix Musical Theatre Guild.

## Critica
Nessun grande giornale è noto per aver recensito il film al momento della sua uscita. Nel suo libro Western Movies, Michael R. Pitts ha liquidato il film definendolo uno "squallido sforzo a basso budget".